# Regione dei Laghi (Costa d'Avorio)
La regione dei Laghi (in francese: Lacs) era una delle 19 regioni della Costa d'Avorio, posta al centro del Paese e con capoluogo la città di Yamoussoukro. Comprendeva tre dipartimenti: Tiébissou, Toumodi e Yamoussoukro.
La regione aveva una superficie di 8.920 km² ed una popolazione di 677.812 abitanti nel 2010 (densità: 76 ab./km²), in maggioranza di etnia Baoulé.
È stata soppressa nel 2011, quando è stato istituito il distretto dei Laghi.